# Alfred Neubauer
Alfred Neubauer (Neutitschein, Región de Moravia-Silesia, 29 de marzo de 1891-Stuttgart, 22 de agosto de 1980) fue el director de carreras austriaco, que comandó el equipo Mercedes-Benz de Grandes Premios de 1926 a 1955.

## Historia
Su padre, Karl Neubauer, era un fabricante de muebles en Neutitschein, que entonces formaba parte del Imperio austro-húngaro. Karl bautizó a su único hijo, Alfred, pero el niño rápidamente fue apodado por familia y amigos como Friedl.
Neubauer fue oficial del ejército imperial austriaco, y estuvo involucrado en la reparación de vehículos de motor. Tras la Primera Guerra Mundial, se unió al fabricante de automóviles Mercedes-Daimler, donde Ferdinand Porsche, lo nombró jefe probador. Desde 1922 en adelante, Neubauer también participó pilotando en carreras, pero sin gran éxito. En 1923, cuando Porsche se trasladó a las oficinas de Daimler en Stuttgart (Daimler-Benz no se fundó hasta 1926), Neubauer tomó su puesto. En 1926, reconociendo que él mismo no era un gran piloto de carreras, Neubauer tuvo una inspiración. Él inventó el puesto de jefe de equipo de carreras (Rennleiter).
Los pilotos de carreras en esos días estaban aislados del exterior, a menudo no sabían su posición en una carrera. En ocasiones ocurría que un piloto se sorprendía al saber, al acabar una carrera, que había ganado. Para superar esta situación, Alfred Neubauer ideó un sistema con banderas y pizarras, para dar a sus conductores la información táctica. Cuando trató de usar su sistema por primera vez en la carrera de la Soledad, el 12 de septiembre de 1926, el jefe de carrera le exigió airadamente que abandonara la pista, ya que sus 'payasadas' irritaban los pilotos. Para explicarlo, Neubauer dijo que él era el Rennleiter, cosa que enfadó al jefe de carrera que le contestó "¿Estás loco? ¡El Rennleiter soy yo!" y le expulsó de la carrera. Aquí comenzó una serie de enfrentamientos con los jefes de carrera, pues pese haber sido expulsado, seguía adelante con su formas.
El equipo de Mercedes comenzó pronto a ganar carreras con coches de carreras modelo SS y SSK, a menudo en las manos de Rudolf Caracciola, el mejor piloto de esos días. La contribución de Neubauer no estaba sólo en su habilidad táctica, sino también en el perfeccionismo, pues casi daba instrucción militar a los ingenieros en boxes, cosa que permitió hacer las paradas más rápido y ganar tiempo a su competidores, aunque, aun así, las paradas duraban varios minutos.
Según Neubauer, el origen de la frase Flechas de Plata se debió al sobrepeso de los coches en una carrera. Neubauer dice que las reglas prescribían un límite de peso de 750 kg, mientras que un día antes de la carrera los nuevos Mercedes pesaban 751 kg. Esto llevó a Neubauer y Manfred von Brauchitsch dar con la idea de quitar la pintura de los coches blancos. La carrocería de aluminio de color plateado fue expuesta, y nació el nombre de las Flechas de Plata. Sin embargo, esta historia es una fabricación de Neubauer, un narrador muy conocido. La primera carrera se corrió en la Fórmula Libre, es decir, no había límite de peso. Además, no hay informes o fotografías del momento en que sugiere que los coches se llevaban pintura blanca.
Los años de las Flechas de Plata vieron el dominio de coches alemanes, y la rivalidad entre Mercedes-Benz y Auto Union. En su fase de mayor éxito, los conductores regulares del equipo de Mercedes fueron Rudolf Caracciola, Hermann Lang, Manfred von Brauchitsch y Richard Seaman.
Después de la Segunda Guerra Mundial, Mercedes-Benz estaba ansioso por volver a la competición tan pronto como sea posible, pero una nueva fórmula se anunció para el año 1954, y no hubo tiempo suficiente para producir un nuevo modelo. Como solución de compromiso, el diseño del Mercedes 300 se adaptó. El resultado fue un nuevo coche de carreras, el Mercedes 300SL.
Con este coche, Neubauer logró victorias en la Carrera Panamericana y en la carrera de las 24 Horas de Le Mans. Cuando Mercedes regresó a los Grandes Premios en 1954, la nueva flecha demostró ser superior como lo habían sido antes de la guerra. Juan Manuel Fangio fue campeón del mundo en 1954 y 1955.
Probablemente el día más negro de Neubauer como gestor de carreras fue en Le Mans en 1955, cuando un Mercedes 300SLR fue catapultado a la multitud, matando a más de 80 personas. Después de consultar con Stuttgart, Neubauer retiró los coches restantes de la carrera, y se retiró él mismo definitivamente.
Después del choque de Le Mans, Mercedes se retiró de las carreras, y se retiró Alfred Neubauer. Mercedes no volvió a competir en la máxima categoría hasta el año 2010.